# Saia Maior
Saia Maior (łac. Diocesis Saiensis) – stolica historycznej diecezji w Cesarstwie rzymskim w prowincji Afryka Prokonsularna, sufragania metropolii Kartagina. Współcześnie w Tunezji. Obecnie katolickie biskupstwo tytularne.

## Biskupi tytularni
| Lp. | Biskup                  | Funkcja                                        | Od                   | Do              |
| --- | ----------------------- | ---------------------------------------------- | -------------------- | --------------- |
| 1   | Juan Conway McNabb      | biskup-prałat Chulucanas (Peru)                | 8 kwietnia 1967      | 27 grudnia 1977 |
| 2   | George To Bata          | biskup pomocniczy Rabaul (Papua-Nowa Gwinea)   | 27 kwietnia 1978     | 7 marca 1995    |
| 3   | William Francis Murphy  | biskup pomocniczy Bostonu (USA)                | 21 listopada 1995    | 26 czerwca 2001 |
| 4   | Antoni Bonifacy Reimann | wikariusz apostolski Ñuflo de Chávez (Boliwia) | 31 października 2001 |                 |